# 西謙二
西 謙二（にし けんじ、1948年6月20日 - ）は、日本の裁判官、法務官僚、弁護士。最高裁判所調査官や、法務省東京法務局訟務部長等を経て、福岡高等裁判所部総括判事を最後に定年退官し、法務省難民審査参与員などを務めた。

## 人物・経歴
一橋大学法学部卒業。大阪地方裁判所判事補、最高裁判所事務総局行政局付、東京地方裁判所判事補、東京簡易裁判所判事等を経て、1983年から1984年まで西ドイツ・シュトゥットガルト地方裁判所等に留学した。
札幌簡易裁判所判事、東京地方裁判所判事補、最高裁判所調査官、福岡地方裁判所判事、福岡高等裁判所判事、法務省東京法務局訟務部長（検事）兼内閣司法制度改革推進本部国際化検討会委員、東京高等裁判所判事、東京地方裁判所部総括判事等を経て、2008年那覇家庭裁判所所長。
2010年から福岡高等裁判所部総括判事を務め、2013年に定年退官後、弁護士登録し、桐蔭横浜大学法学部法律学科教授や、法務省難民審査参与員、国土交通省中央建設工事紛争審査会特別委員などを歴任した。

## 裁判
- 債務超過ではないとするヒューザーの主張を退け、破産手続開始の決定を行った[5]。
- 中国人技能実習生が違法労働を強制されたとして損害賠償を求めた事件の控訴審で、「適切な監査・指導を怠った」として仲介機関の責任を認めた[6]。
- 水俣病溝口訴訟で、高等裁判所としては初めて国の定めた水俣病認定基準を使用せずに水俣病と認定し、逆転勝訴の判決を下した[7]。
- 第46回衆議院議員総選挙の一票の格差が争われた訴訟で、裁判所の判断として初めて、合理性があることの立証責任は国にあると示した[8][9][10]。

## 編著書
- 『新・裁判実務大系 ２８：破産法』（園尾隆司, 中島肇, 中山孝雄, 多比羅誠と共編）青林書院 2007年
- 『破産・民事再生の実務（上・中・下）』（中山孝雄と共編）金融財政事情研究会 2008年